# Kabinett Demirel I

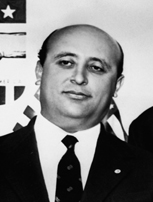
Süleyman Demirel (1962)

Das Kabinett Demirel I wurde am 25. Oktober 1965 als 30. Regierung der Türkei durch Ministerpräsident Süleyman Demirel von der Gerechtigkeitspartei AP (Adalet Partisi) gebildet und löste das Kabinett Ürgüplü ab. Nach Umbildungen am 1. April 1967, 16. Dezember 1968 und 30. Juli 1969 befand es sich bis zum 3. November 1969 im Amt und wurde dann durch das Kabinett Demirel II abgelöst.

## Minister
Dem Kabinett gehörten folgende Minister an:
| Amt                                            | Name                                                   | Partei | Beginn der Amtszeit              | Ende der Amtszeit                |
| ---------------------------------------------- | ------------------------------------------------------ | ------ | -------------------------------- | -------------------------------- |
| Ministerpräsident                              | Süleyman Demirel                                       | AP     | 25.10.1965                       | 03.11.1969                       |
| Staatsminister                                 | Nevzat Cihat Bilgehan Hüsamettin Atabeyli              | AP     | 27.10.1965 01.04.1967            | 01.04.1967 03.11.1969            |
| Staatsminister                                 | Refat Sezgin Seyfi Öztürk                              | AP     | 27.10.1965 01.04.1967            | 01.04.1967 03.11.1969            |
| Staatsminister                                 | Mehmet Kamil Ocak                                      | AP     | 27.10.1965                       | 3.11.1969                        |
| Staatsminister                                 | Ali Fuat Alişan Sadık Tekin Müftüoğlu                  | AP     | 27.10.1965 01.04.1967            | 01.04.1967 03.11.1969            |
| Justizminister                                 | Hasan Dinçer Hidayet Aydıner                           | AP     | 27.10.1965 30.07.1969            | 30.07.1969 03.11.1969            |
| Minister für Nationale Verteidigung            | Ahmet Topaloğlu                                        | AP     | 27.10.1965                       | 3.11.1969                        |
| Innenminister                                  | Mehmet Faruk Sükan Salih Ragıp Üner                    | AP     | 27.10.1965 30.07.1969            | 30.07.1969 03.11.1969            |
| Außenminister                                  | İhsan Sabri Çağlayangil                                | AP     | 27.10.1965                       | 03.11.1969                       |
| Finanzminister                                 | İhsan Gürsan Nevzat Cihat Bilgehan                     | AP     | 27.10.1965 12.11.1966            | 12.11.1966 3.11.1969             |
| Bildungsminister                               | Orhan Dengiz Mehmet İlhami Ertem                       | AP     | 27.10.1965 01.04.1967            | 01.04.1967 03.11.1969            |
| Minister für öffentliche Arbeiten              | İbrahim Etem Erdinç Orhan Alp                          | AP     | 27.10.1965 01.04.1967            | 01.04.1967 03.11.1969            |
| Handelsminister                                | Mustafa Macit Zeren Sadık Tekin Müftüoğlu Ahmet Türkel | AP     | 27.10.1965 01.09.1966 01.04.1967 | 24.08.1966 01.04.1967 03.11.1969 |
| Minister für Gesundheit und soziale Wohlfahrt  | Edip Somunoğlu Vedat Ali Özkan                         | AP     | 27.10.1965 01.04.1967            | 01.04.1967 03.11.1969            |
| Minister für Zölle und Monopole                | İbrahim Tekin Nahit Menteşe                            | AP     | 27.10.1965 10.12.1968            | 10.12.1968 03.11.1969            |
| Landwirtschaftsminister                        | Bahri Dağdaş Ali Mesut Erez                            | AP     | 27.10.1965 12.08.1969            | 10.08.1969 03.11.1969            |
| Kommunikationsminister                         | Seyfi Öztürk Sadettin Bilgiç Mehmet İzmen              | AP     | 27.10.1965 01.04.1967 30.7.1969  | 01.04.1967 30.7.1969 03.11.1969  |
| Arbeitsminister                                | Ali Naili Erdem Turgut Toker                           | AP     | 27.10.1965 06.12.1968            | 06.12.1968 03.11.1969            |
| Industrieminister                              | Mehmet Turgut                                          | AP     | 27.10.1965                       | 3.11.1969                        |
| Minister für Energie und natürliche Ressourcen | İbrahim Deriner Refat Sezgin                           | AP     | 27.10.1965 01.04.1967            | 01.04.1967 03.11.1969            |
| Minister für Tourismus und Information         | Nihad Kürşad                                           | AP     | 27.10.1965                       | 03.11.1969                       |
| Minister für Wiederaufbau und Wohnungsbau      | Haldun Menteşeoğlu                                     | AP     | 27.10.1965                       | 03.11.1969                       |
| Minister für ländliche Angelegenheiten         | Sabit Osman Avcı Turgut Toker Mehmet Selahattin Kılıç  | AP     | 27.10.1965 01.04.1967 16.12.1968 | 01.04.1967 16.12.1968 03.11.1969 |